# Người đàn bà mộng du
Người đàn bà mộng du là bộ phim điện ảnh Việt Nam phát hành năm 2003 do NSND Nguyễn Thanh Vân đạo diễn, nhà văn Nguyễn Quang Thiều biên kịch, chuyển thể từ truyện ngắn Người đàn bà trên chuyến tàu tốc hành của nhà văn Nguyễn Minh Châu. Phim giành được các giải: Cánh Diều Vàng năm 2003, một số giải Bông Sen tại Liên hoan phim Việt Nam lần thứ 14 năm 2004 và giải của Ban giám khảo Liên hoan phim Châu Á - Thái Bình Dương cùng năm.

## Nội dung
Bộ phim đan xen giữa quá khứ và hiện tại. Trong chiến tranh, Quỳ là một nữ quân y trên chiến trường Trường Sơn, cô yêu Hòa -một đội trưởng- nhưng Hòa lại hy sinh trong chiến trận. Hòa bình lập lại, Quỳ có cuộc tình mới với Phiên -bạn của Hòa- dù được yêu thương hết mực nhưng Quỳ không thể quên được quá khứ cũng như không thể hòa mình vào cuộc sống mới.

## Diễn viên
- Võ Hoài Nam vai Hòa
- Hồng Ánh vai Quỳ
- Lê Vũ Long vai Phiên
- Xuân Nguyên vai Thương
- Xuân Diệu vai Hậu

## Sản xuất
Đạo diễn Nguyễn Thanh Vân đã theo đuổi dự án bộ phim này trong 2 năm, phim được quay tại 9 tỉnh miền Bắc và 9 tháng để thực hiện hậu kỳ, đã quay lại 3 cái kết cho bộ phim cũng như thực hiện lại toàn bộ phần hòa âm. Các diễn viên nhí trong phim được chọn lựa trong số hơn 500 học sinh từ nhiều ngôi trường.
Đạo diễn Nguyễn Thanh Vân từng tuyên bố nếu được tài trợ kinh phí dưới 3 tỷ VNĐ, ông sẽ không làm bộ phim này. Kinh phí thực tế nhận được là 1,3 tỷ VNĐ, trong đó 500 triệu được chi cho việc dựng cảnh.
Phim dự định bấm mây vào tháng 6 năm 2002 nhưng sáu đấy phải lùi lịch, vì lý do này diễn viên Hồng Ánh phải nghỉ kỳ học đầu của khoa Biên kịch, trường Đại học Sân khấu Điện ảnh Hà Nội và tạm đóng cửa một quán cà phê của cô. Đây là bộ phim thứ hai mà Hồng Ánh và Nguyễn Thanh Vân hợp tác, bộ phim trước đấy là "Đời cát" và sau này là "Trái tim bé bỏng".

## Phát hành
Bộ phim được chiếu khai mạc vào 22 tháng 12 năm 2003, nhân dịp Kỷ niệm 59 năm ngày Quân đội nhân dân Việt Nam.
Sau khi tham dự các sự kiện: Liên hoan phim Việt Nam, giải Cánh Diều và Liên hoan phim Châu Á - Thái Bình Dương, bộ phim được FAFIM Việt Nam mua lại, in ấn và phát hành. Ước tính bộ phim chỉ đem về cho FAFIM được 20 triệu VNĐ tiền lãi.

## Giải thưởng
| Năm  | Sự kiện                                            | Giải thưởng                               | Nhận giải        | Ghi chú |
| ---- | -------------------------------------------------- | ----------------------------------------- | ---------------- | ------- |
| 2004 | Giải Cánh diều 2003                                | Cánh Diều Vàng cho phim điện ảnh          | (bộ phim)        | [ 7 ]   |
| 2004 | Liên hoan phim Việt Nam lần thứ 14                 | Bông sen Vàng phim truyện nhựa xuất sắc   | (bộ phim)        | [ 8 ]   |
| 2004 | Liên hoan phim Việt Nam lần thứ 14                 | Đạo diễn phim điện ảnh xuất sắc           | Nguyễn Thanh Vân | [ 8 ]   |
| 2004 | Liên hoan phim Việt Nam lần thứ 14                 | Diễn viên nữ chính phim điện ảnh xuất sắc | Hồng Ánh         | [ 8 ]   |
| 2004 | Liên hoan phim Việt Nam lần thứ 14                 | Quay phim xuất sắc                        | Nguyễn Hữu Tuấn  | [ 8 ]   |
| 2004 | Liên hoan phim Việt Nam lần thứ 14                 | Giải nam diễn viên phụ xuất sắc nhất      | Lê Vũ Long       | [ 8 ]   |
| 2004 | Liên hoan phim Châu Á - Thái Bình Dương lần thứ 49 | Giải Đặc biệt của Ban giám khảo           | (bộ phim)        |         |